# 国乐大典
《国乐大典》是广东广播电视台一档有關中国民族國風音乐的競技演出类节目，於2018年3月推出第一季。截至2022年已播出了4季節目。萨顶顶擔任過該節目的嘉賓。